# Incaeromene subuncusella
Incaeromene subuncusella là một loài bướm đêm trong họ Crambidae.